# 彼得·雅布乌科夫斯基
彼得·雅布乌科夫斯基（波蘭語：Piotr Jabłkowski，1958年3月10日—），波兰男子击剑运动员。他曾代表波兰参加1980年夏季奥林匹克运动会击剑比赛，获得男子团体重剑银牌。